# 國民政府軍事委員會調查統計局舊址
國民政府軍事委員會調查統計局舊址是國民政府國民政府軍事委員會調查統計局（軍統）的舊址，位於中國江蘇省南京市秦淮區朝天宮街道洪公祠1號，樓高五層。該建築被列入南京市第五批市級文物保護單位，由南京市公安局使用。